# ميراث (فلم)
ميراث (بالإنجليزية: Inheritance) هو فيلم إثارة أمريكي لعام 2020 من إخراج فون شتاين من سيناريو ماثيو كينيدي. تدور أحداث الفيلم في إطار من الدراما والغموض، حيث يتوفى أب منحدر من عائلة ثرية وقوية فجأة، تاركًا لابنته وزوجته إرثًا سريًا صادمًا يهدد بالكشف عن حياتهم وتدميرها.

## البطولة
- ليلي كولينز بدور لورين.
- كوني نيلسن بدور كاثرين.
- سايمون بيج بدور مورجان.
- شاس كراوفورد بدور ويليام.
- مايكل بيتش بدور هارولد.
- باتريك واربورتون بدور آرتشر مونرو.
- مارك ريتشاردسون بدور بسكوت مونرو.[1]

## وصلات خارجية
- فيلم الميراث .. اثاره امريكي Inheritance 2020
- Inheritance